# Ulkusaari (ö i Norra Österbotten, Koillismaa, lat 66,29, long 28,88)
Ulkusaari är en halvö i Finland. Den ligger i sjön Särkiperä och i kommunen Kuusamo i den ekonomiska regionen  Koillismaa ekonomiska region  och landskapet Norra Österbotten, i den nordöstra delen av landet, 700 km norr om huvudstaden Helsingfors.